# 谷本真由美
谷本 真由美（たにもと まゆみ、1975年〈昭和50年〉 - ）は、日本の自称ITコンサル、著述家、元国連専門機関職員。現地採用された設備保守の現地職員にもかかわらず国連職員を自称したことで外務省から注意喚起。2025年6月現在、日本国籍（本人X（旧Twitter）より）。

## 来歴
- 1975年、神奈川県生まれ[1]
- 1994年、法政大学女子高等学校卒業
- 1998年、法政大学法学部政治学科卒業[2]
- 2000年、シラキュース大学大学院卒業（国際関係論および情報管理学）[2]

## 人物
本人の自称によれば、「日本、イギリス、アメリカ、イタリアなど海外諸国での就労経験があり、ITベンチャー、経営コンサル、国連専門機関情報通信官、外資系金融機関等へ務めた」という（いずれも詳細および真偽は不明）。

## トラブル
かつて自身のブログ「英語虎の穴　―元国連職員による英語習得のノウハウ―」で、「元国連職員が国連 IMF 世銀等現役職員紹介　1名20万円～」と職業紹介を行い、外務省がそのようなことはないので注意して欲しいという声明をHPで出すに至った。

## 著作

### 単書
- 『ショック！アタリ紀行　世界珍食迷食奇食驚食』マイクロマガジン社、2007年7月。ISBN 978-4-89637-257-1。
- 『中国商い要注意マニュアル』マイクロマガジン社、2007年10月。ISBN 978-4-89637-264-9。
- 『ノマドと社畜　ポスト3・11の働き方を真剣に考える』朝日出版社、2013年3月。ISBN 978-4-255-00705-2。
- 『日本が世界一「貧しい」国である件について』祥伝社、2013年4月。ISBN 978-4-396-61451-5。
  - 『日本が世界一「貧しい」国である件について』祥伝社〈祥伝社黄金文庫 Gた23-1〉、2016年4月。ISBN 978-4-396-31691-4。
- 『日本に殺されず幸せに生きる方法』あさ出版、2013年5月。ISBN 978-4-86063-607-4。
- 『キャリアポルノは人生の無駄だ』朝日新聞出版〈朝日新書 408〉、2013年6月。ISBN 978-4-02-273508-9。
- 『世界のどこでも生きられる！　外籠もりのススメ』ディスカヴァー・トゥエンティワン、2014年1月。ISBN 978-4-7993-1447-0。
- 『日本の女性がグローバル社会で戦う方法』大和書房、2014年4月。ISBN 978-4-479-79437-0。
- 『世界中で食べてみた危険な食事』幻冬舎〈幻冬舎文庫 た-54-1〉、2014年6月。ISBN 978-4-344-42204-9。
- 『日本人の働き方の9割がヤバい件について』PHPエディターズ・グループ〈幻冬舎文庫 た-54-1〉、2015年10月。ISBN 978-4-569-82358-4。
  - 『日本人が知らない世界標準の働き方』PHP研究所、2021年3月22日。ISBN 978-4-569-84931-7。 - 注記：[6]の改題、加筆修正。
- 『国連でも通じる世界の非ネイティブ英語術　English from around the World』KADOKAWA、2016年6月。ISBN 978-4-04-601532-7。
- 『不寛容社会』ワニブックス〈ワニブックス|Plus|新書 191〉、2017年4月。ISBN 978-4-8470-6586-6。
- 『バカ格差』ワニブックス〈ワニブックス|Plus|新書 218〉、2018年1月。ISBN 978-4-8470-6604-7。
- 『世界でバカにされる日本人　今すぐ知っておきたい本当のこと』ワニブックス〈ワニブックス|Plus|新書 233〉、2018年9月。ISBN 978-4-8470-6609-2。
- 『脱！暴走老人　英国に学ぶ「成熟社会」のシニアライフ』朝日出版社、2018年9月。ISBN 978-4-255-01083-0。
- 『みにろま君とサバイバル　世界の子どもと教育の実態を日本人は何も知らない』集英社〈集英社 学芸単行本〉、2021年7月15日。ISBN 978-4-08-781705-8。
- 「世界のニュースを日本人は何も知らない」シリーズ
  - 『世界のニュースを日本人は何も知らない』ワニブックス〈ワニブックス|Plus|新書 278〉、2019年10月9日。ISBN 978-4-8470-6633-7。
  - 『世界のニュースを日本人は何も知らない 2　未曽有の危機の大狂乱』ワニブックス〈ワニブックス|Plus|新書 315〉、2020年12月。ISBN 978-4-8470-6651-1。
  - 『世界のニュースを日本人は何も知らない 3　大変革期にやりたい放題の海外事情』ワニブックス〈ワニブックス|Plus|新書 343〉、2021年12月。ISBN 978-4-8470-6665-8。
  - 『世界のニュースを日本人は何も知らない 4　前代未聞の事態に揺らぐ価値観』 ワニブックスPLUS新書 2022年12月 ISBN 9784847066832　
  - 『世界のニュースを日本人は何も知らない 5　なんでもありの時代に暴れまわる人々』  ワニブックスPLUS新書 2023年12月 ISBN 978-4-8470-6699-3

### 共著
- Robson, Paul『添削！日本人英語　世界で通用する英文スタイルへ』朝日出版社、2015年1月28日。ISBN 978-4-255-00818-9。OCLC 902610997。

- 『世界のニュースに隠された 大嘘を見破る方法』（担当範囲「世界の正しいニュースの見つけ方」）渡辺惣樹, 笹原和俊, 谷本真由美, 深田萌絵ほか、宝島社、2023年3月
- 『日本を危機に陥れる陰謀の正体』真田幸光, 深田萌絵, 池田清彦, 谷本真由美ほか、宝島SUGOI文庫、2024年2月 - 『現代陰謀事典』と『世界のニュースに隠された大嘘を見破る方法』を合本し、加筆、改訂、改題したもの[7]